# Колёсная лира
Колёсная ли́ра  — струнный фрикционный музыкальный инструмент. По методу воздействия на струну аналогична смычковым инструментам, только роль смычка в ней выполняет вращающееся колесо. Распространена во Франции (фр. vielle à roue, дословно — «колёсная скрипка»), в Венгрии, Германии, Польше, Словакии, Чехии, Украине (укр. колісна ліра, риля, реля), Белоруссии (бел. колавая ліра, лера), России, Литве, Швеции и других странах Восточной и Северной Европы.

## История и распространение
В Европе известна под разными именами; наиболее раннее из них — «органистр» (лат. organistrum) — восходит к классическому Средневековью (не ранее XIII в.). Старейшие изображения относятся к XII в.: английская книжная миниатюра (около 1175 г.) и барельеф собора св. Иакова (Сантьяго-де-Компостела, 1188).
В XII столетии колёсная лира представляла собой громоздкий инструмент, который обслуживали два человека — музыкант и его помощник, который вращал ручку. После того как в XIII веке появились облегчённые (портативные) инструменты, колёсная лира быстро распространилась по Европе, будучи одним из характернейших атрибутов менестрельной культуры Средневековья. К XV веку она утратила популярность и стала инструментом нищих и бродяг, зачастую слепых, увечных и умственно отсталых, которые исполняли песни, стихи, сказки под незатейливый аккомпанемент. Во времена барокко наступил новый расцвет инструмента. В XVIII веке колёсная лира стала модной игрушкой французских аристократов, увлекавшихся сельским бытом. В настоящее время применяется в народной музыке некоторых европейских стран, в первую очередь Франции и Венгрии.
Французские колёсные лиры в зависимости от региона различаются конструктивно; самыми распространёнными вариантами корпусов являются лютневидный и гитарообразный. Струны (две мелодические и четыре бурдонных, находящихся в узкой бурдонной коробке) изначально были жильными, но сейчас почти повсеместно используются металлические. Одной из особенностей французских лир является наличие т. н. жужжащего мостика (фр. chien, дословно — «собачка»), на который натянута бурдонная струна. Одним концом мостик вставляется в паз на деке, таким образом удерживая мостик на месте, а другим, т. н. «молоточком», прилегает к деке, что позволяет ему вибрировать. При медленной прокрутке колеса лиры давление верхней бурдонной струны (фр. trompette) удерживает мостик на месте, но при ускоренной прокрутке «молоточек» приподнимается, задевает поверхность деки и издаёт характерный жужжащий звук. Он используется для ритмичного аккомпанемента основной мелодии, особенно в плясовой музыке. На современных лирах количество мостиков может достигать четырёх. Чувствительность регулируется с помощью колка (фр. tirant), который изменяет боковое натяжение струны и таким образом управляет жужжащим мостиком в зависимости от скорости вращения колеса. Существуют фестивали лирников и их ансамблей. Самый известный проводится в Сен-Шартье (департамент Эндр) около 14 июля.
В венгерской колёсной лире (венг. tekerőlant, дословно — «поворотная лютня», венг. tekerő, nyenyere, nyekerő) также присутствует жужжащий мостик (венг. recsegő, дословно — «жужжалка»); регулировка чувствительности осуществляется с помощью клинышка (венг. recsegőék), отклоняющего бурдонную струну вниз. При традиционном исполнении жужжащий мостик полностью управляется запястьем лирника. Кроме того, венгерская колёсная лира обладает двумя-тремя бурдонными и одной-двумя мелодическими струнами, корпус широкий и обильно украшенный, нередко резной.

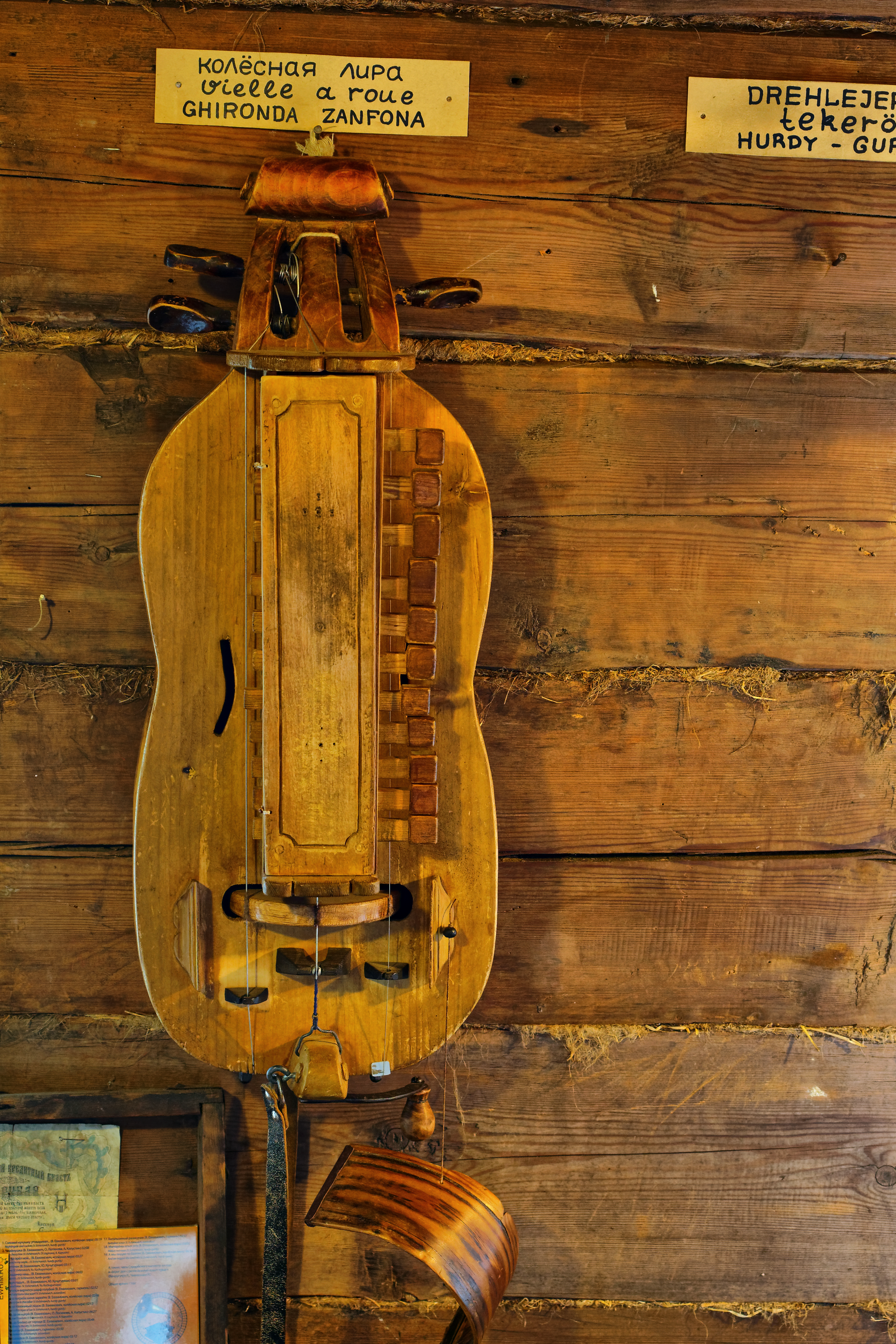
Колёсная лира в Верхних Мандрогах

В России появилась в XVII веке, вероятно, проникнув с территории Украины. На ней играли бродячие музыканты, калики перехожие и слепые, исполнявшие под заунывные звуки своих лир исторические песни, баллады и духовные стихи, а изредка песни другого характера и плясовые мелодии. Появление лиры на Руси ознаменовало собой закат скоморошества в связи с гонениями со стороны власти и духовенства. У русских колёсная лира закрепилась в основном в Подонье и Черноземье — Ростовской, Орловской, Брянской, Курской областях и на Ставрополье. Существуют сведения о бытовании колёсной лиры в Подмосковье (лирников можно было увидеть на московских улицах и рынках ещё в 1920-х годах), Смоленщине, Калужской, Воронежской, Тульской и ряде других областей. Русская колёсная лира отличается небольшим количеством струн — от двух до четырёх — и таким же небольшим звукорядом. Струны жильные, в наше время — нейлоновые и металлические. Как правило, корпус скрипкообразный. Количество клавиш от шести до девяти (например, у орловской лиры, хранящейся в московском Дашковском этнографическом музее, всего девять клавиш, а употребляются только шесть). Играют на русской колёсной лире сидя, положив её на колени; иногда для удобства у лиры присутствует ремешок. Изготовлением лир, как в прошлом, так и сейчас, занимаются специализированные плотники и мануфактуры (например, до революции производство колёсных лир было налажено в деревне Малышовке Дмитриевского уезда Курской губернии). Традицию исполнительства на лире в Курской губернии изучал Михаил Сперанский, на Брянщине — Лев Кулаковский, на Орловщине — А. Л. Маслов.
Среди донских казаков колёсная лира (местное название — рыле(й)) бытовала до первой трети XX века. Помимо духовных и исторических песен, на ней исполняли протяжные песни, плясовые мелодии и былины, поэтому музыкантов могли приглашать на праздники. Однако ареал их распространения был довольно узким — во время экспедиции по Подонью 1902—1903 гг. этнограф и музыковед Александр Листопадов обнаружил бытование лиры лишь в станицах Усть-Белокалитвенской (любимой песней белокалитвинских исполнителей на лире была «По Донцу, Донцу») и Екатерининской, где проживало пять исполнителей-рылешников. Донская лира — четырёхструнная, с двумя мелодическими, одной бурдонной (иногда канительной, а не жильной), и одной располагающейся в корпусе струной для возвращения клавиш в исходное положения после нажима (она могла изготовляться даже из верёвки). Именно из-за непрерывного гудящего звучания бурдонной струны лира у донцов также называлась гудком (данный термин применялся и к бурдонной струне), а исполнитель — гудошником. Корпус у донской лиры овальный с длинной и широкой шейкой, на левой стороне которой располагаются клавиши для игры. Шейка оканчивается коником (декоративной головкой) с четырьмя колками-закрутками для струн. Количество клавиш в зависимости от размеров инструмента варьируется от 11 до 14. В отличие от лирников из других областей России, донские рылешники/гудошники были зажиточными людьми.
Одним из последних задокументированных российских лирников являлся Климентий Феоктистович Шматов 1891 (по другим данным 1900) года рождения, проживавший в селе Мишковка Стародубского района Брянской области. В 1950-е годы его часто наблюдали играющим на лире на базаре или около местной церкви. В его репертуаре были духовные песни, романсы, шуточные и плясовые песни. Лира Шматова, приобретённая в 1953 году, ныне хранится в Московской консерватории. Она обладает семью клавишами и приспособлением для натяжения четырёх струн: двух бурдонных и двух резонирующих посередине, хотя на самом инструменте бурдонные отсутствуют, а две остальные хозяин использовал в качестве одной мелодической и одной бурдонной. Диапазон данной лиры охватывает одну октаву — от ми бемоль первой до ми бемоль второй октавы. В настоящее время традиция исполнительства на колёсной лире в России возрождается.
Украинская колёсная лира отличается своеобразием конструктивных деталей, приёмами игры и репертуаром. Изредка она встречалась и в России. Как правило, украинская лира трёхструнная (с двумя бурдонными и одной мелодической струной). Как и в России, на Украине лирники были бродячими музыкантами, зачастую слепыми и притом исключительно мужчинами, обладавшими разнообразным репертуаром: духовные, шуточные, свадебные, эпические песни — думы, а также плясовые мелодии. Лирники играли и пели песни на ярмарках и празднествах. Существовали специальные школы лирников, по окончании которой ученик проходил своего рода «экзамен» по знанию репертуара и владению игрой и получал право на самостоятельную работу, а также саму лиру в награду. Лирники могли объединяться в корпорации. Наивысшего расцвета традиция исполнительства на лире, наряду с игрой на кобзе и бандуре, достигает в начале XX века. В 1930-е годы наступает кризис данной традиции, поскольку ввиду бродячего образа жизни и репертуара лирники объявляются «нежелательным элементом». С 1933 года в СССР попрошайничество было запрещено законодательно, а кроме того, в том же году владельцев музыкальных инструментов обязали регистрировать их в милиции. Существует рассказ о т. н. «расстреле кобзарей», повествующий о якобы проходившем в Харькове в начале 1930-х гг. съезде бродячих бандуристов, кобзарей и лирников, все участники которого были казнены, но документальных и архивных доказательств расстрела не имеется. Тем не менее, после 1930-х годов традиция исполнительства на колёсной лире на Украине угасла. Одним из последних известных украинских бродячих лирников был уроженец Волынского Полесья Иван Харитонович Власюк (укр. Іван Харитонович Власюк, 1908—1991), 16 песен которого были записаны в конце 1960-х годов этнографом Алексеем Ошуркевичем. Сейчас на Украине исполнительство на лире тоже возрождается. Одна из современных исполнительниц — Наталия Сербина, первая женщина-лирница. На лире также играл бандурист Николай Будник.

## Техника игры

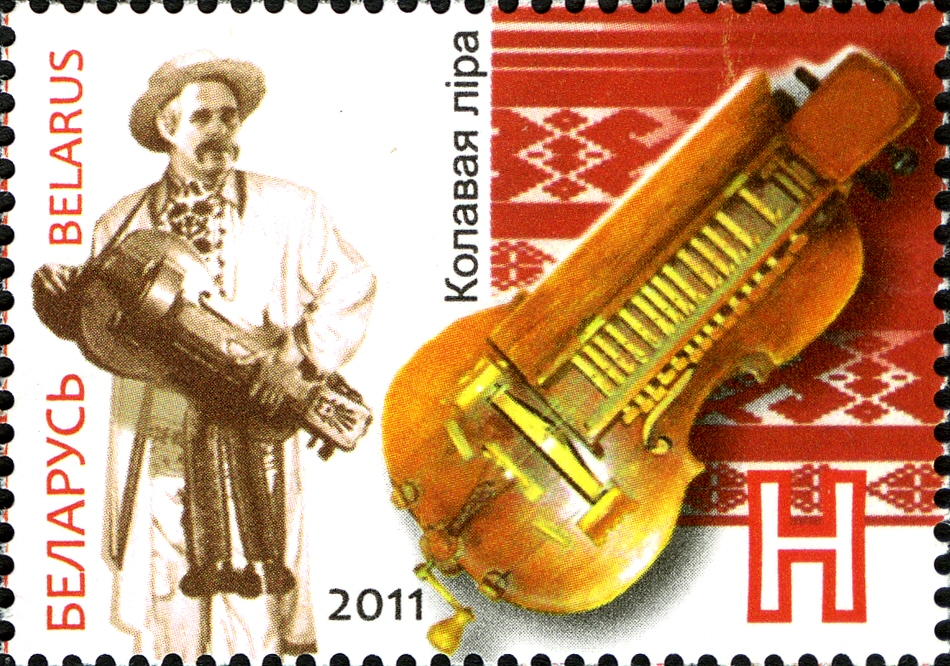
Белорусская почтовая марка, посвящённая колёсной лире, 2011 г.

Исполнитель держит лиру на коленях. Большинство струн (3—11) звучат одновременно, вибрируя в результате трения о колесо, вращаемое правой рукой. Одна-четыре отдельных струны, звучащая часть которых укорачивается или удлиняется с помощью стержней левой рукой, воспроизводят мелодию, а остальные издают монотонное гудение (так называемый бурдон). На западноевропейских инструментах имеется также т. н. trompette — струна, опирающаяся на неплотно закреплённую подставку и позволяющая воспроизводить ритмический аккомпанемент, изменяя скорость вращения колеса.

## Звучание
Звук колёсной лиры мощный, грустный, монотонный, с гнусавым оттенком, особенно ценимым украинскими кобзарями. Чтобы смягчить звук, струны в месте контакта с ободом колеса обматывали льняными или шерстяными волокнами. Качество звучания инструмента зависело и от точной центровки колеса; кроме того, оно должно было быть гладким и хорошо наканифоленным.

## Иные названия
В разное время и в разных странах инструмент называли по-разному: в Германии — Leier, Drehleier, Bettlerleier, Bauernleier (последние два термина значат соответственно «бедняцкая лира» и «крестьянская лира»); в Англии hurdy-gurdy (хёди-гёди, встречается и по-русски), во Франции (в том числе в историческом Провансе) — symphonie (симфония), chifonie/ciphonie, sambiût, sambuca (самбика), vierelète, vielle à roue (колёсная виела); в Италии — ghironda, lira tedesca (немецкая лира), lira rustica (крестьянская лира), lira mendicorum (лира нищих), viola da orbo (виола слепца), lira rotata (колёсная лира), symphonia; в Венгрии — tekerő; в Белоруссии — колавая ліра, на Украине — колісна ліра или реля, в Польше — lira korbowa, в Чехии — niněra .

## В культуре
- Колёсная лира изображена на картине Иеронима Босха «Сад земных наслаждений».
- В фильме Александра Роу «Вечера на хуторе близ Диканьки» (1961) присутствует слепой музыкант, играющий на колёсной лире.

### Использование в современной музыке
Колёсную лиру использовали:
- бывшие участники группы Led Zeppelin Джимми Пейдж и Роберт Плант в совместном проекте No Quarter. Unledded
- Вокально-инструментальный ансамбль «Песняры»
- фолк-метал-группа «Калевала» при записи альбома «Луна и грош»
- фолк-группа «Миннезингеры», г. Новосибирск
- создатели игр при записи музыки в видеоигре «Ведьмак 3: Дикая Охота» и в дополнении «Кровь и Вино».